# De menigte
De menigte: Oorlog en democratie in de nieuwe wereldorde (2004; oorspronkelijke titel Multitude: War and Democracy in the Age of Empire) is een boek over globalisering en geopolitiek van de Amerikaanse literatuurwetenschapper Michael Hardt en de Italiaanse politieke theoreticus Antonio Negri.
De menigte is het vervolg op Empire. Het geeft een eenvoudiger uiteenzetting van de ideeën uit dat boek, behandelt recente gebeurtenissen als 11 september en de daaropvolgende oorlogen, en legt meer nadruk op de "menigte" en de manier waarop deze een wereldwijde democratie kan verwezenlijken.
Net als Empire is De menigte expliciet gebaseerd op ideeën van Marx, Foucault en Spinoza. Het tracht een analyse te geven van de huidige situatie op wereldwijde schaal en een alternatief te schetsen, zonder een blauwdruk te zijn voor het verwezenlijken van dat alternatief.

## Empire en oorlog
Net als in Empire analyseren Hardt en Negri de globalisering in De menigte als het ontstaan van een nieuwe wereldwijde politieke, juridische en economische orde, die zij Empire noemen (de term wordt onvertaald gelaten). Waar andere andersglobalistische auteurs de globalisering beschrijven als een uitholling van de macht van nationale staten, hebben deze volgens Hardt en Negri nog steeds een belangrijke rol in de nieuwe orde in wording, naast de supranationale instituten als Wereldbank, WTO en VN. Staten staan echter net als deze instituten in dienst van het kapitalisme, en vormen met deze instituten en met multinationale bedrijven een wereldomspannende, decentrale netwerkstructuur.
De ontstane wereldorde is evenwel een breuk met het imperialisme: geen enkele natiestaat, zelfs de VS niet, kunnen het zich veroorloven om een eigen imperium te willen vormen gebaseerd op het nationale kapitaal.

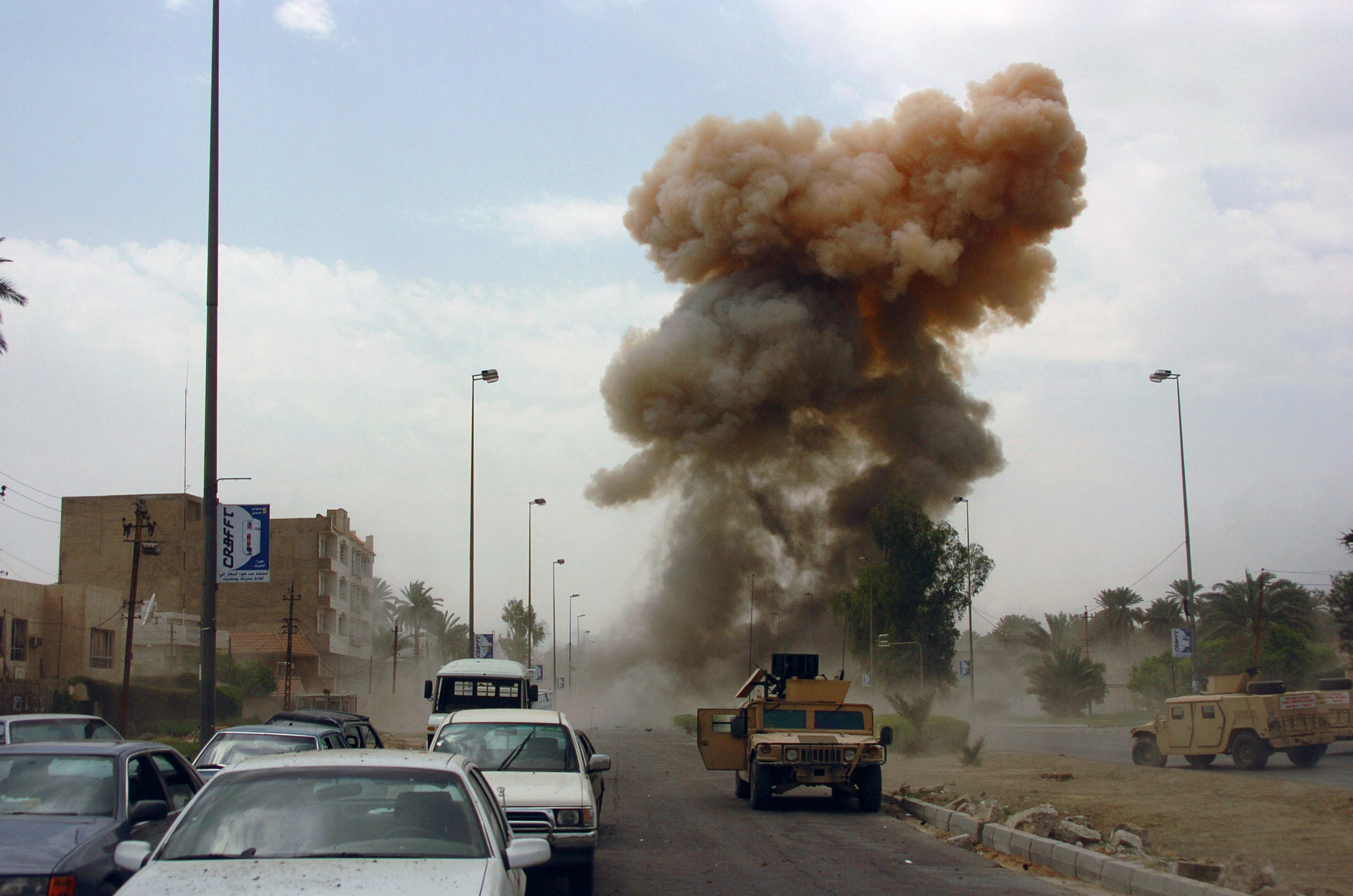
Explosie van een autobom in Bagdad, april 2005

De manier waarop het Empire zich voordoet is die van oorlog: een wereldwijde burgeroorlog met steeds veranderende partijen. De situatie in het Midden-Oosten (de oorlog in Afghanistan, de Irakoorlog) enerzijds en het terrorisme in de VS, Europa en Azië anderzijds zijn onderdelen van deze oorlog. Hardt en Negri trekken een vergelijking met de oorlogen uit de vroegmoderne tijd, zoals de Europese Dertigjarige Oorlog tussen katholieke en gereformeerde staten in de 17e eeuw. Net als de oorlogen toen, verschaft de huidige mondiale crisis machthebbers een noodtoestand, die gebruikt wordt voor het opschorten van democratie en burgerrechten. Het verschil met de vroegmoderne tijd is alleen dat de huidige noodtoestand permanent is geworden.
Ook is oorlog niet langer een 'voortzetting van de politiek met andere middelen' (zoals Von Clausewitz zei), maar een algemeen politiek middel. De strijd tegen drugs en de strijd tegen terrorisme duiden niet slechts op het gebruik van oorlogsretoriek en -metaforen, benadrukken Hardt en Negri, maar op een werkelijke oorlogvoering van de Amerikaanse en andere overheden tegen eigen burgers. De grens tussen oorlogvoering en andere maatschappelijke domeinen vervaagt. Dit blijkt ook uit het programma van nation building dat de VS nastreven in Irak en Afghanistan: naast het uitvoeren van de traditionele, destructieve krijgstaak wordt het militaire apparaat ingezet voor een creatieve taak, de opbouw van een complete maatschappij. Het Empire oefent zo macht uit over het gehele (sociale) leven: biomacht. (De vermeende noviteit van deze creatieve macht is wel in twijfel getrokken: gewezen kan worden op de vorming van het Duitse Rijk na de Frans-Duitse Oorlog).
De legitimiteit van geweld komt hiermee onder druk te staan: werden geweld en oorlog gedurende de moderniteit gerechtvaardigd door een beroep op wetten, verdragen en de staatsmacht om deze dwingend op te leggen, in het postmoderne tijdperk wordt legitimiteit a posteriori ontleend aan de effectiviteit van het geweld om de bestaande orde te handhaven of herscheppen. Het geweld van sterke actoren als staten is daarmee vrijwel per definitie legitiem, terwijl het geweld van zwakke actoren onmiddellijk als terrorisme wordt bestempeld. Een overgang van de ene vorm van legitimiteit naar de andere zien Hardt en Negri in de verschillende oorlogen tegen Irak: de Golfoorlog van 1991 werd gesanctioneerd door de Veiligheidsraad van de Verenigde Naties, terwijl de oorlog van 2003 werd gevoerd zonder deze toestemming, als een preventieve maatregel tegen een potentiële bedreiging van de VS.

## De menigte
Tegenover het Empire staat volgens Hardt en Negri de "menigte" (Engels multitude). De menigte is een klasse in de marxistische zin van het woord, maar verschilt van het traditionele concept van de arbeidersklasse in haar pluriformiteit en haar organisatievorm. Net als het Empire is de menigte als een netwerk georganiseerd: productie vindt plaats in complexe (sociale, digitale, ...) netwerken. Sterker nog, de netwerkstructuur van de menigte dwingt het Empire om dezelfde vorm aan te nemen. Volgens Hardt en Negri ontwikkelt het kapitalisme mee met de creativiteit van de menigte, waar andere marxistische theoretici er doorgaans van uitgaan dat het kapitaal het initiatief heeft.
De dominante productiewijze van het huidige, postmoderne tijdperk is immaterieel: intellectuele en affectieve arbeid vormen weliswaar niet de bulk van de productie, maar dringen wel binnen in andere sectoren, zoals de landbouw geïndustrialiseerd is sinds de Industriële revolutie. Daarmee is de productie biopolitiek geworden (een term van Foucault): het gehele leven, maatschappelijk of biologisch, wordt geproduceerd. Deze productie vindt plaats in het 'gemeenschappelijke' (Eng. the common), het veld van sociale relaties en netwerken dat met de komst van moderne telecommunicatie mondiaal is geworden. Doel van het kapitaal is om het gemeenschappelijke tot koopwaar te maken. Hardt en Negri noemen dit de "onteigening van het gemeenschappelijke"; de strijd om auteursrechten op het internet is er een voorbeeld van.
Tot de menigte behoren potentieel allen die deelnemen aan het sociale productieproces: van computerprogrammeurs tot illegale migranten. De leden zijn "singulariteiten" waarvan de individuele identiteit en creativiteit niet verenigd of uitgevlakt kan worden in een concept als "het volk" of "de massa". De mogelijkheid om groepen te organiseren met behoud van identiteit blijkt uit de vrouwen- en homobewegingen. Links dient dan ook niet terug te verlangen naar moderne vormen van gemeenschap, stellen de auteurs, maar het 'monsterlijke vlees' van de menigte in al haar diversiteit en onbeheersbaarheid te erkennen. Ze verwerpen de idee van de revolutionaire voorhoede, die in het marxisme zo dominant is geworden: geen enkele partij of andere organisatie voert de menigte aan.

## Democratie
Wil de menigte de onteigening van het gemeenschappelijke stoppen dan zal ze een wereldwijde democratie moeten organiseren, inclusief een democratisch georganiseerde economie. De globalisering en de ontstane wereldwijde netwerken bieden hiervoor de mogelijkheid. Hardt en Negri putten hoop uit de steeds pluriformer en democratischer organisatie van bewegingen die zich verzetten tegen het kapitaal. Ze wijzen op de organisatie van guerrillabewegingen die steeds horizontaler zijn geworden, van de militaire structuur van het leninisme tot de losse en wisselende verbanden die de zapatista's gebruiken.

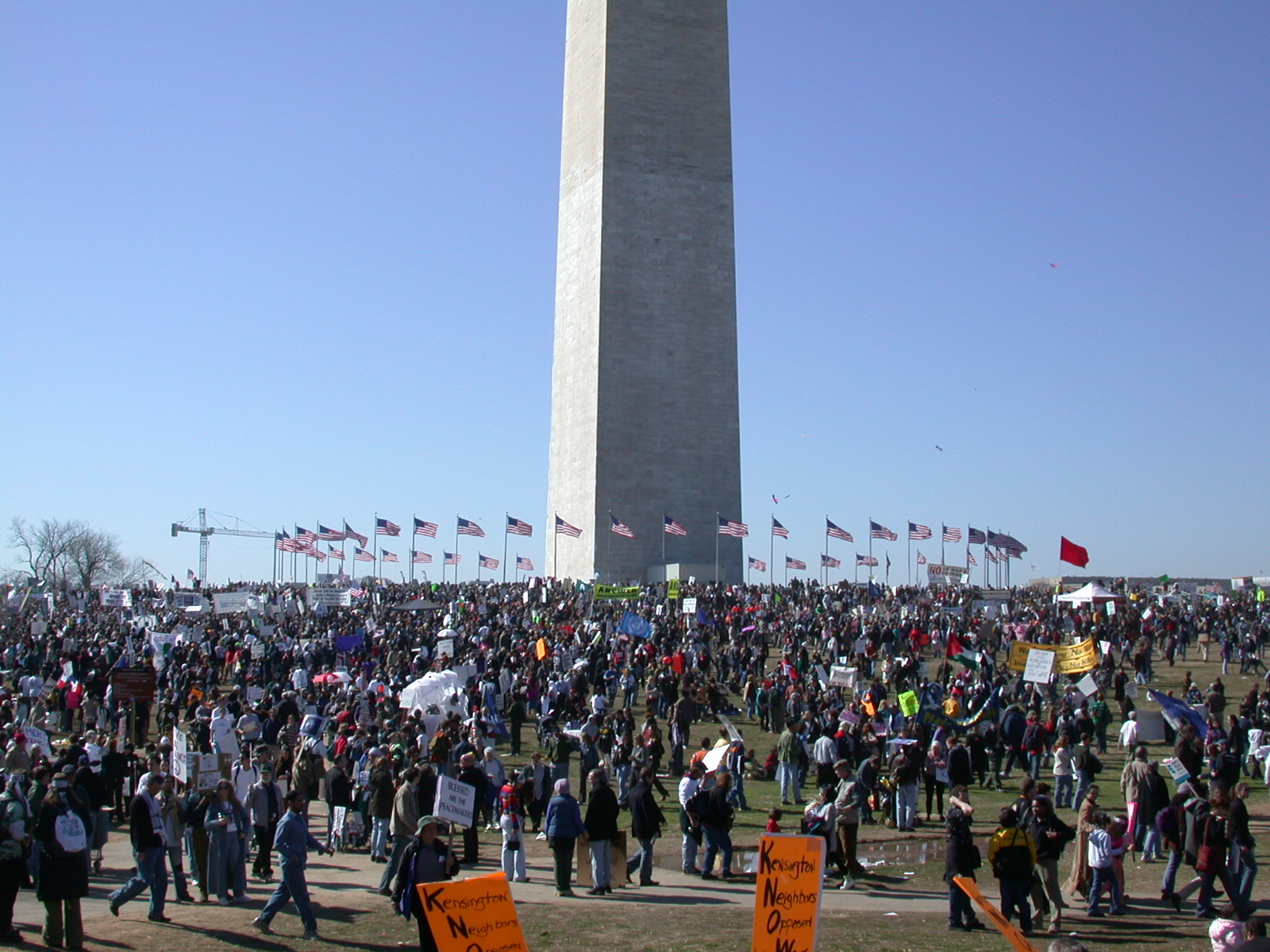
Anti-oorlogsprotest in Washington D.C., maart 2003

Allereerste moet de menigte echter de oorlog stoppen; deze duidt weliswaar op crisis in het kapitalisme, maar niet op de ondergang ervan. Integendeel, de oorlog is een versterkende factor in het Empire. Om deze reden, en vanwege haar horizontale organisatievorm, is de beweging tegen de oorlogen in Afghanistan en Irak een belangrijke ontwikkeling, menen Hardt en Negri.
Bij de bestrijding van het Empire is het voornaamste middel de exodus, die ook in Empire belangrijk was: het trotseren van staats- en andere grenzen, zoals de grote menigte arbeidsmigranten doet. Daarbij is geen plaats voor een strikt pacifisme, hoewel Hardt en Negri wel uitgaan van het concept democratisch geweld: geweld moet gebruikt worden waar nodig ter verdediging, maar moet altijd ondergeschikt gemaakt worden aan democratische politiek. Opnieuw dienen de zapatista's als voorbeeld van hoe en wanneer geweld toe te passen. Offensief geweld, zoals gewapende interventies, genieten echter niet de goedkeuring van de auteurs; zij verzetten zich tegen het concept van de bellum iustum.
De democratie van de menigte moet een biopolitieke grondslag hebben: ze moet vervlochten zijn met de productie van sociale relaties en is in die zin absoluut. Grondslag voor een nieuwe, democratische maatschappij moet volgens Hardt en Negri liefde zijn, op te vatten in een brede, politieke zin. Liefde is volgens hen door de moderniteit beperkt tot een privé-aangelegenheid in het bourgeois kerngezin; de democratische beweging moet daarom teruggrijpen op de politieke notie van liefde zoals die in de voormoderne tijd gestalte kreeg in de joods-christelijke traditie. Een dergelijk pleidooi voor liefde als basis van politiek vormde ook al de conclusie van Empire.

## Stijl
Het boek, dat in de Engelse uitgave ruim 400 pagina's beslaat, bevat naast het politiek-filosofische hoofdbetoog een aantal cursief gedrukte passages waarin de auteurs excursen maken naar de wereldliteratuur en -geschiedenis; in de eerste categorie passeren onder anderen Moravia, Pasolini en Dostojevski de revue. In de lopende tekst zijn daarnaast referenties naar de populaire cultuur terug te vinden: een parabel uit Star Trek dient ter illustratie van de relatie tussen oorlog en technologie, The Matrix wordt aangehaald om aan te geven hoe het Empire afhankelijk is van de arbeid van de menigte en de een-na-laatste paragraaf heet zelfs May the Force be with you.